# Heerenveen
Heerenveen  (in frisone It Hearrenfean) è una municipalità dei Paesi Bassi di 43 518 abitanti (2011) situata nella provincia della Frisia. Il 1º gennaio 2014 una parte del territorio della soppressa municipalità di Boarnsterhim è stata incorporata nel territorio comunale.
La città fu fondata nel 1551 da tre signori per lo sfruttamento di locali giacimenti di torba, da cui il nome (in olandese "heeren" - oggi "heren" - significa "signori" e "veen" significa "torba").

## Sport

### Calcio
La squadra principale della città è l’SC Heerenveen.